# Jean Földeák
Jean Földeák (Hitiaș, Alemania, 9 de junio de 1903-Múnich, 5 de mayo de 1993) fue un deportista alemán especialista en lucha grecorromana donde llegó a ser subcampeón olímpico en Los Ángeles 1932.

## Carrera deportiva
En los Juegos Olímpicos de 1932 celebrados en Los Ángeles ganó la medalla de plata en lucha grecorromana estilo peso medio, tras el luchador finlandés Väinö Kokkinen (oro) y por delante del sueco Axel Cadier (bronce).